# Statue d'Oscar Peterson
La statue d'Oscar Peterson est une œuvre d'art public de la sculptrice Ruth Abernethy située au coin des rues Elgin et Albert, à l'extérieur du Centre national des Arts à Ottawa.

## Description

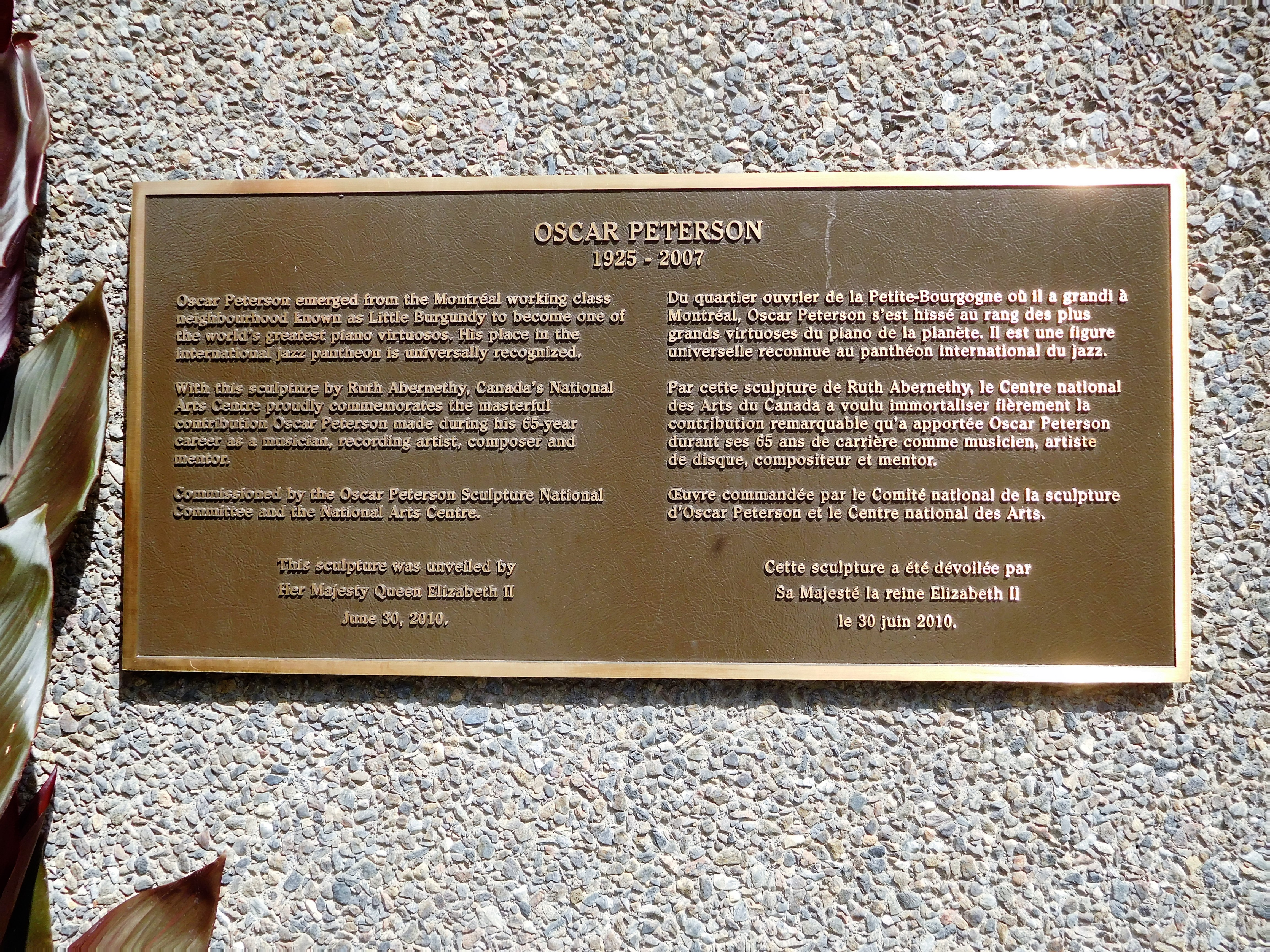
Plaque commémorative.

La statue de taille nature montre Peterson souriant assis sur un banc près d'un piano, avec un espace sur le banc pour que les passants s'assoient. Elle est censée représenter Peterson se retournant vers le public juste après avoir terminé sa pièce. La statue faite de bronze a été réalisée par la sculptrice Ruth Abernethy, qui a commenté sur le fait que la statue est « accessible pour ceux qui l'adorent et veulent passer un moment avec Oscar ». Le piano compte 97 touches au lieu de 88, le nombre habituel pour un piano, puisqu'il est basé sur le piano autrichien affectionné par Peterson. Abernethy note que l'inclusion des 97 touches était une métaphore à sa créativité musicale.
La statue a été réalisée au coût de 300 000 $ CAD financés par des dons de particuliers. Les donateurs incluent la fondation d'Allan Slaight (en), la banque TD, Fred et Anne Ketchen de Mississauga et le président de la fondation des Arts de Mississauga.

## Histoire
La statue est inaugurée le 30 juin 2010 en présence de la reine Élisabeth II, qui effectuait un passage de neuf jours au Canada. Oscar Peterson avait joué du piano pour la reine lors de son jubilé d'or. La reine rencontre la femme et la fille de Peterson lors de l'inauguration et l'orchestre joue sa pièce Hymn to Freedom (en).
En août 2014, la statue est vandalisée par deux personnes ayant peint des larmes en or sur ses yeux. Un concert extérieur a lieu près de la statue l'année suivante pour commémorer ses 90 ans.